# منجم ضرغط
منجم ضرغط أو منجم غزالة نسبة إلى قرية ضرغط التابعة إداريًا إلى محافظة الغزالة في منطقة حائل. ضرغط أحد مناجم شركة التعدين العربية السعودية، يحتوي المنجم على كربونات المغنسيوم عالي الدرجة، وهو مايستخدم لإنتاج مواد وسيطة ذات جودة عالية لطائفة من منتجات أكسيد المغنيسيوم عالية القيمة. كان الهدف من بناء المنجم قامت تطوير راسب كربونات المغنيسيوم.

## الإنتاج
يهدف مشروع المنجم لإنتاج مادتي المغنيزيا الكاوية والمغنيزيا الخامدة وبعض الأنواع الأخرى من الحراريات السائبة ذات الخصائص الفيزيائية والكيميائية عالية الجودة في مصنع المعالجة الموجود في المدينة الصناعية بالمدينة المنورة. يتم في منجم الغزالة للمغنيزايت تكسير الخام وفرزه، ثم نقل درجات مختلفة من الخام إلى مصنع المعالجة في المدينة الصناعية بالمدينة المنورة، حيث يتم تحويله في فرن ذي مواقد متعددة إلى المغنيزيا الكاوية المتكلسة. يتميز خام المغنيزايت الموجود في المنجم بارتفاع درجة نقاوته واحتوائه على نسبة ضئيلة جداً من الشوائب.
بدء الإنتاج الأولي لمادة المغنيزيا الكاوية في مشروع المغنيزايت عام 2011م، ويتضمن مشروع المغنيزايت منتج المغنيزيا الكاوية بطاقه إنتاجية تبلغ 39 ألف طن سنويًا، كما يتضمن المشروع أيضًا مادة المغنيزيا الخامدة بطاقة إنتاجية تبلغ 32 ألف طن سنويا، ويتم معالجة الجزء الأكبر من المغنيزيا الخامدة لإنتاج منتجات حرارية ذات قيمة مضافة والتي تدخل في تبطين أفران مصانع الحديد.

## التلوث البيئي
نشرت تقارير بيئية وشكاوى مواطنين عن مخاطر بيئية من عمليات تشغيل منجم ضرغط، وخاصة في قرى ضريغط وضرغط والشقة وتقع جنوب غرب منطقة حائل. ومن هذه المخاطر تغيير طبيعة منطقة التعدين بواسطة إزالة التربة السطحية وتدهور التربة والأرض لعمليات الحفر وشق القنوات والأخاديد، وتلوث الهواء سواء بالعوالق القابلة للاستنشاق أو غازات مثل أكاسيد النيتروجين وأكاسيد الكبريت وأول أكسيد الكربون وتلوث المياه الجوفية ونقصها والإزعاج والاهتزازات الناتجة عن استخدام المعدات الثقيلة في التكسير والحفر وأحيانا التفجير وتدهور وتدمير الغطاء النباتي والحياة الفطرية.